# Vuelo 422 de Air France
El Vuelo 422 de Air France era un vuelo programado el 20 de abril del año 1998 desde Bogotá, Colombia hasta Quito, Ecuador. El Boeing 727 que cubría la ruta pertenecía a la aerolínea ecuatoriana TAME, pero se encontraba arrendado a Air France. El avión fue destruido, matando a todas las 53 personas a bordo, cuando se estrelló en el Cerro El Cable, ubicado al oriente de Bogotá, producto del mal tiempo y de un error por parte de la tripulación al no seguir la ruta establecida tras despegar del Aeropuerto Internacional El Dorado.

## Resumen

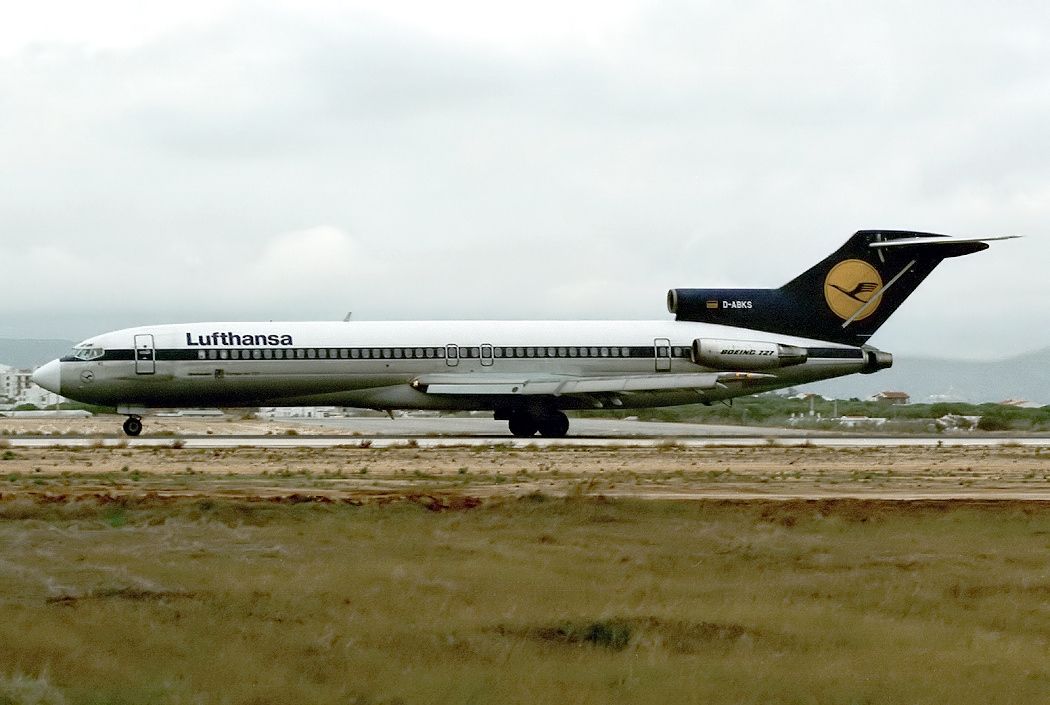
El avión involucrado en el accidente fotografiado en 1990, mientras aún estaba en servicio con Lufthansa.

El Boeing 727-230 que cubría la ruta tenía 19 años y 4 meses de servicio, y era comandado por 3 pilotos de la aerolínea TAME. Destaca el hecho de que el capitán solo tenía 400 horas de vuelo en el tipo de aeronave. Adicional a los 3 pilotos, 6 asistentes de vuelo y 43 pasajeros ocupaban la aeronave en ese vuelo.
Las condiciones del accidente eran regulares, debido a la media visibilidad (7 km) y una capa de nubes desde los 600 metros (2000 pies).

## Accidente
El vuelo recibió una autorización del Aeropuerto Internacional El Dorado por la salida Girardot 1 (GIR1), la cual consiste inicialmente de un viraje al SW, para proceder al VOR de Girardot. Sin embargo, la tripulación despegó, manteniendo el rumbo de la pista, y en un régimen de ascenso que buscaba velocidad. Además de mantener una baja altitud como una celebración por parte del capitán. Desafortunadamente, el viraje también tiene el propósito de evitar que las aeronaves transiten al este de la ciudad de Bogotá, debido a la presencia de montañas de gran altitud.
Debido a la fuerte neblina y la negligencia del capitán, a tan solo 10.100 pies de altitud, la aeronave colisionó con el Cerro El Cable, sin ninguna posible reacción. Las 53 personas a bordo fallecieron debido a la desaceleración del impacto, que generó un incendio el cual destruyó una zona forestal de 10 000 pies cuadrados.